# مونتيني لو بريتانيو
مونتيني لو بريتانيو هو أحد التجمعات المحلية في مقاطعة إيفلين في منطقة إيل دو فرانس في شمال وسط فرنسا. وتقع في الضاحية الجنوبية الغربية لباريس، على بعد 24,5 كيلومترا (15,2 ميلا) من وسط باريس، في «بلدة جديدة» سان كوينتن-أون-إيفلين، وهي البلدة المركزية التي يقطنها معظم سكان البلد.